# Collegio plurinominale Puglia - 02 (Camera dei deputati 2020)
Il collegio elettorale plurinominale Puglia - 02 è un collegio elettorale plurinominale della Repubblica italiana per l'elezione della Camera dei deputati.

## Territorio
Come previsto dalla legge n. 51 del 27 maggio 2019, il collegio è stato definito tramite decreto legislativo all'interno della circoscrizione Puglia.
Il collegio comprende la zona definita dai due collegi uninominali Puglia - 04 (Molfetta) e Puglia - 05 (Bari) quindi dalla città metropolitana di Bari esclusi i 15 comuni dell'entroterra inclusi nel collegio uninominale n.6 di Altamura.

## XIX legislatura

### Risultati elettorali
|                               | Fratelli d'Italia                                       | 97 917  | 23,53 | 1 | 159 889 | 38,42 | 2 |  |  |
|                               | Forza Italia                                            | 42 419  | 10,19 | – | 159 889 | 38,42 | 2 |  |  |
|                               | Lega per Salvini Premier                                | 16 430  | 3,95  | – | 159 889 | 38,42 | 2 |  |  |
|                               | Noi Moderati                                            | 3 123   | 0,75  | – | 159 889 | 38,42 | 2 |  |  |
|                               | Movimento 5 Stelle                                      | 114 080 | 27,41 | 1 | 114 080 | 27,41 | – |  |  |
|                               | Partito Democratico - Italia Democratica e Progressista | 76 422  | 18,36 | 1 | 105 787 | 25,42 | – |  |  |
|                               | Alleanza Verdi e Sinistra                               | 16 059  | 3,86  | – | 105 787 | 25,42 | – |  |  |
|                               | +Europa                                                 | 9 961   | 2,39  | – | 105 787 | 25,42 | – |  |  |
|                               | Impegno Civico – Centro Democratico                     | 3 345   | 0,80  | – | 105 787 | 25,42 | – |  |  |
|                               | Azione - Italia Viva                                    | 22 150  | 5,32  | – | 22 150  | 5,32  | – |  |  |
|                               | Italexit                                                | 5 147   | 1,24  | – | 5 147   | 1,24  | – |  |  |
|                               | Unione Popolare                                         | 5 134   | 1,23  | – | 5 134   | 1,23  | – |  |  |
|                               | Italia Sovrana e Popolare                               | 4 008   | 0,96  | – | 4 008   | 0,96  | – |  |  |
| Totale                        | Totale                                                  | 416 195 | 100   | 3 | 416 195 | 100   | 2 |  |  |
|                               |                                                         |         |       |   |         |       |   |  |  |
| Voti non validi               | Voti non validi                                         | 16 227  | 3,75  |   |         |       |   |  |  |
| Votanti                       | Votanti                                                 | 432 422 | 57,64 |   |         |       |   |  |  |
| Elettori                      | Elettori                                                | 750 216 |       |   |         |       |   |  |  |
|                               |                                                         |         |       |   |         |       |   |  |  |
| Data: 25 settembre 2022       |                                                         |         |       |   |         |       |   |  |  |
| Fonte: Ministero dell'interno |                                                         |         |       |   |         |       |   |  |  |

### Eletti

#### Eletti nei collegi uninominali
Eletti nella coalizione di centro-destra (FdI - Lega - FI - NM)
| Collegio uninominale | Eletto | Eletto            | Partito      |
| -------------------- | ------ | ----------------- | ------------ |
| 4. Molfetta          |        | Rita dalla Chiesa | Forza Italia |
| 5. Bari              |        | Davide Bellomo    | Lega         |

1. ↑  In data 21.03.2025 aderisce al gruppo Forza Italia - Berlusconi Presidente - PPE.

#### Eletti nella quota proporzionale
| Movimento 5 Stelle  | Fratelli d'Italia | Partito Democratico-IDP |
| ------------------- | ----------------- | ----------------------- |
|                     |                   |                         |
| Gianmauro Dell'Olio | Marcello Gemmato  | Marco Lacarra           |